# Triumphbogenschema

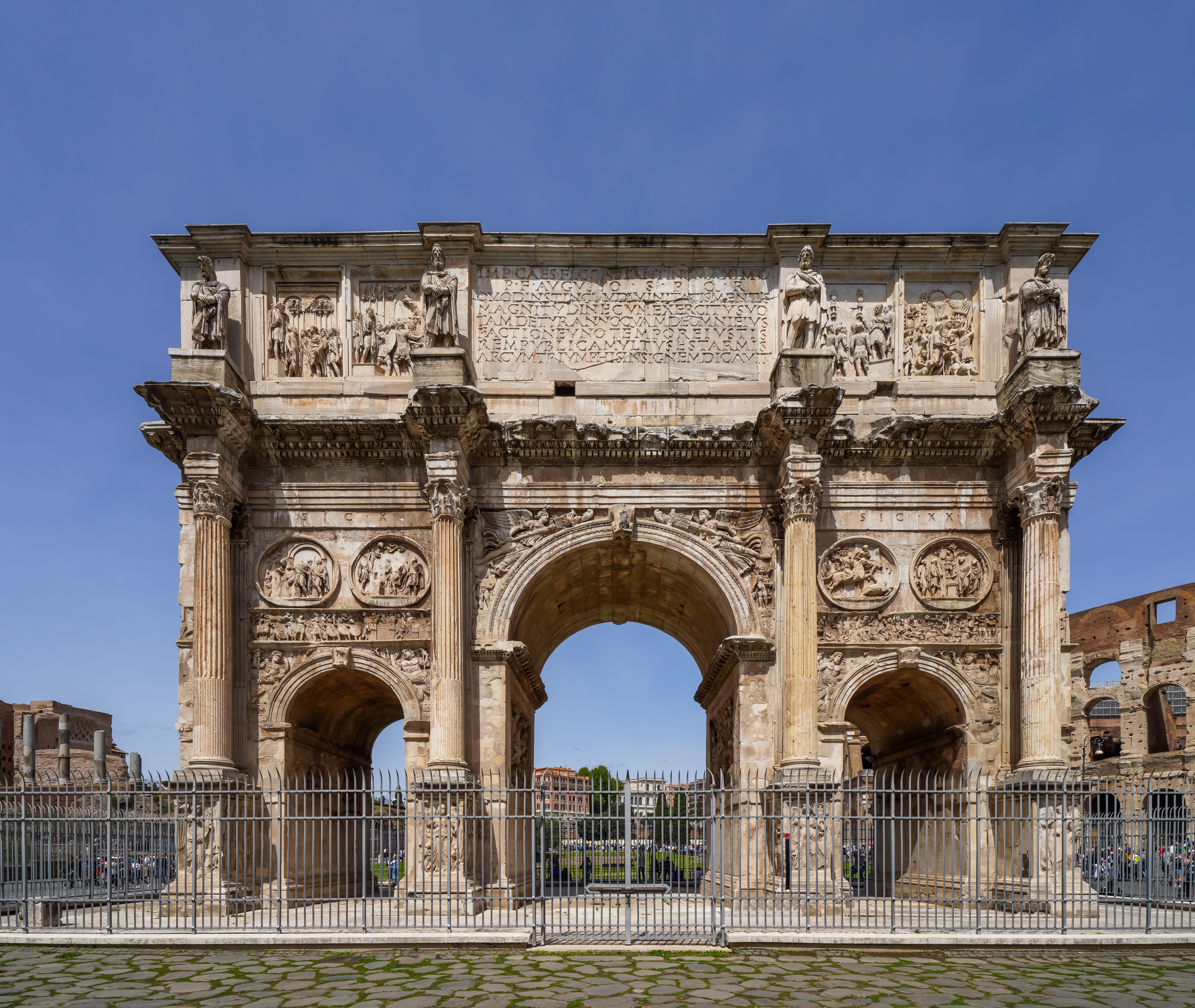
Konstantinsbogen

Die Begriffe Triumphbogenschema oder Triumphbogenmotiv stammen aus der Architekturgeschichte und bezeichnen die dreibogige Gliederung einer Portalzone, einer Fassade oder eines anderen Bauteils (z. B. der Chorpartie) nach dem Idealbild eines römischen Triumphbogens (z. B. Konstantinsbogen und Septimius-Severus-Bogen, Rom). Es setzt sich in der Regel zusammen aus einem hohen und breiten Mittelbogen und zwei kleiner dimensionierten seitlichen Begleitbögen, die auch als Blendbögen ausgebildet sein können. In selteneren Fällen sind alle drei Bögen in gleicher Weise dimensioniert.

Lorsch – karolingische Torhalle (9. Jh.)

## Geschichte
Seit der Spätantike (z. B. San Vitale in Ravenna) und vor allem seit karolingischer Zeit finden sich Triumphbogenmotive als hoheitlich-repräsentative Architekturelemente sowohl an Sakral- als auch an Profanbauten Süd- und Mitteleuropas. Eine Blütezeit erlebte es an den Portalfassaden gotischer Kathedralen. In der maurischen Architektur Andalusiens und des Maghreb erscheint es ebenfalls an Palästen (z. B. Alhambra in Granada), an Torbauten (z. B. Bab Mansour in Meknès oder Bab Boujeloud in Fès) oder an Mausoleen (z. B. Saadier-Gräber in Marrakesch).

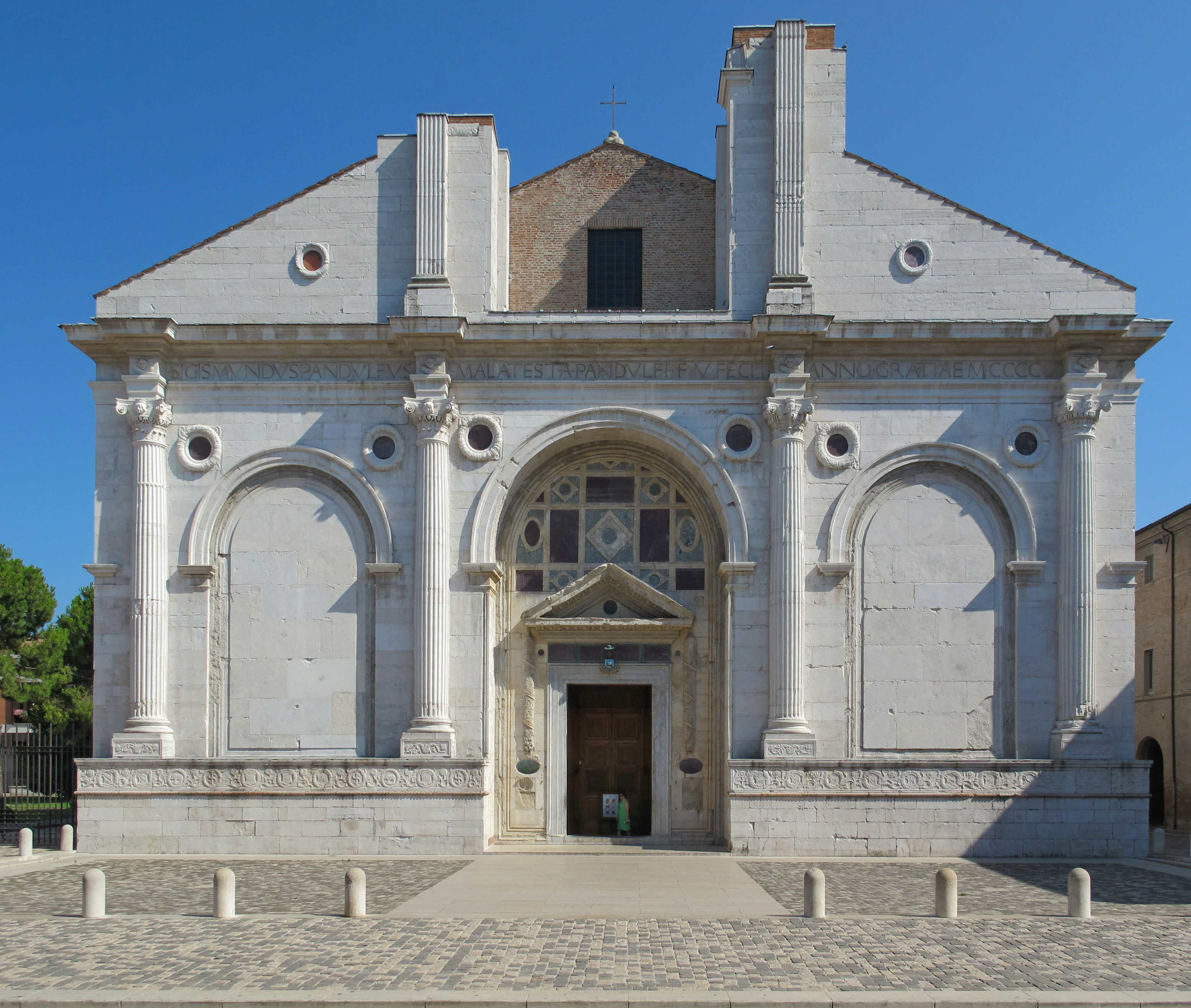
Tempio Malatestiano

In der Renaissancezeit wurde das Motiv wieder näher an die römischen Vorbilder herangeführt. Als eines der frühesten Beispiele hierfür gilt Albertis Westfassade des Tempio Malatestiano in Rimini, die sich eng am dortigen Augustusbogen orientiert. Masaccio wählte in seinem zentralen Werk, der Trinità, das Triumphbogenmotiv als glorifizierende Rahmung der Kreuzigungsszene.

## Architektur

### Kirchen

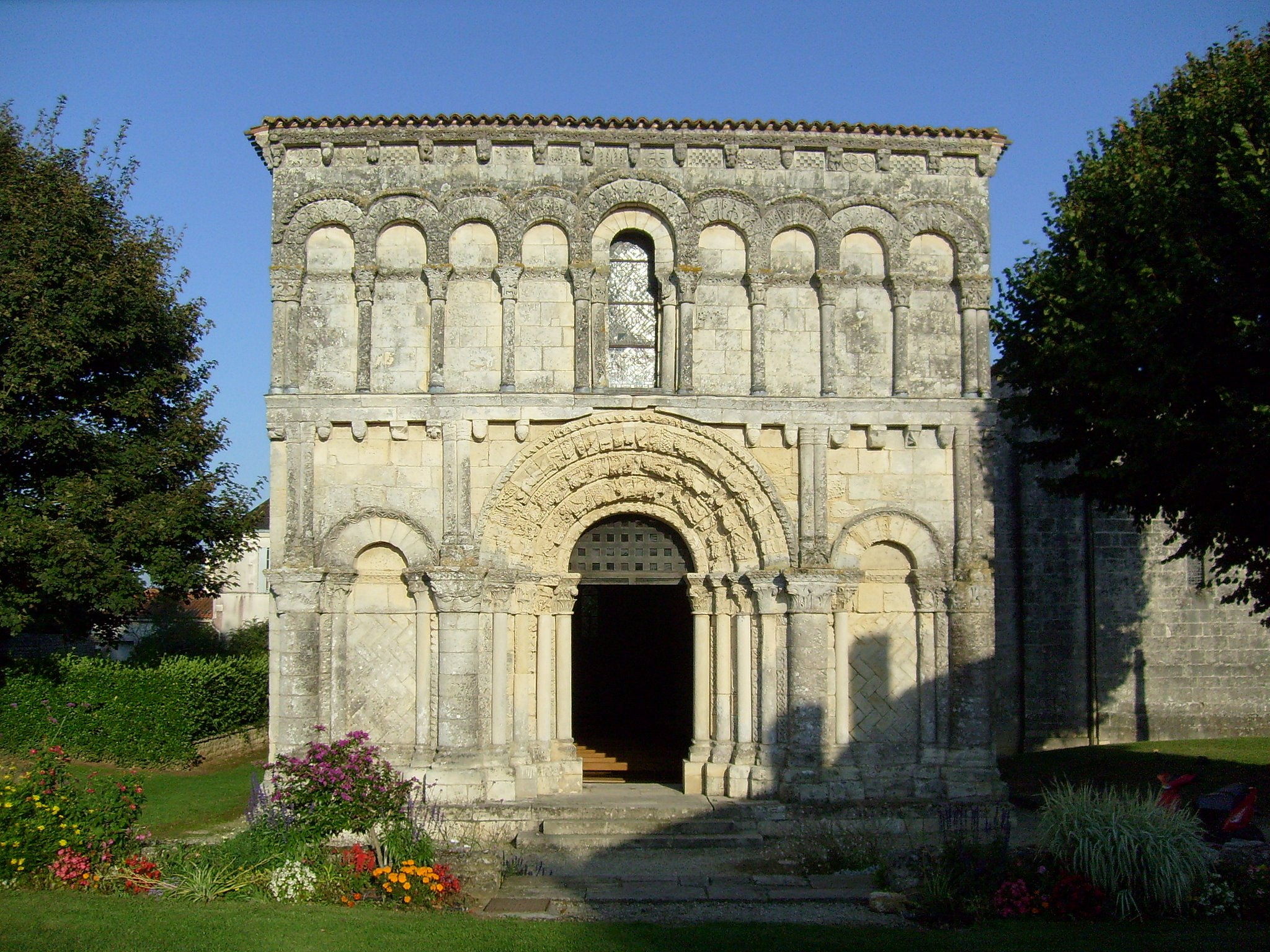
Échillais – Église Notre-Dame (12. Jh.)

An vielen Fassaden romanischer Kirchen im westlichen Süd- und Mitteleuropa, vor allem in der Charente, tritt das Triumphbogenschema in Erscheinung. Auch die Portalzonen der meisten gotischen Kathedralen sind nach diesem Schema gestaltet, wobei festzustellen ist, dass das dreigliedrige Motiv selbst bei fünfschiffigen Kathedralen erhalten bleibt (z. B. Kölner Dom; Ausnahme: Kathedrale von Bourges). Die Chorpartie einer dreischiffigen oder mit einem Querhaus und angrenzenden Apsiden versehenen einschiffigen Kirche ist ebenfalls häufig nach diesem Schema gestaltet.

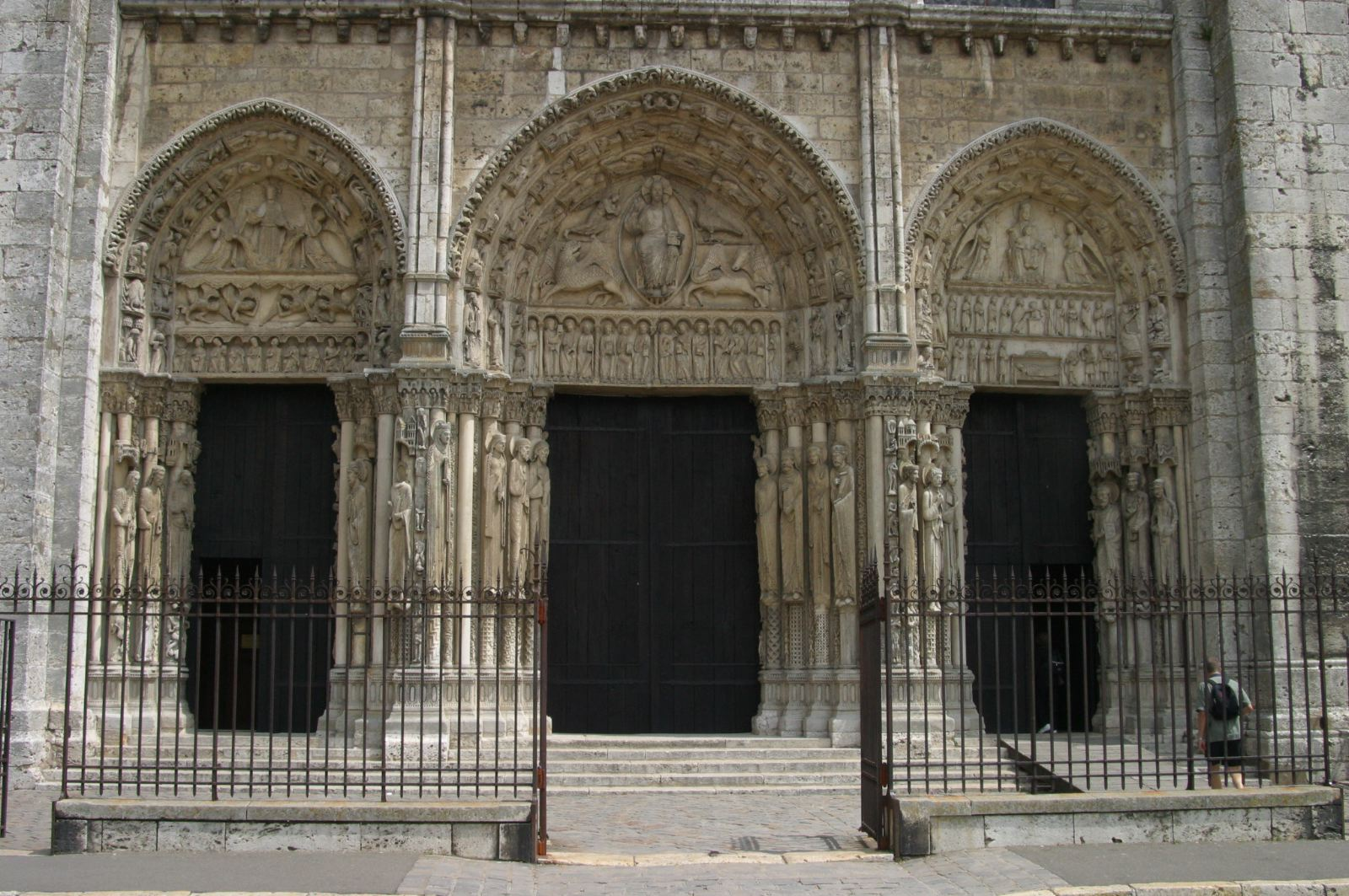
Chartres – Westportal der Kathedrale (12. Jh.)

### Kapitelsäle
Die Eingangsbereiche zu den Kapitelsälen in mittelalterlichen Klöstern sind regelmäßig drei-, in seltenen Fällen auch fünfbogig, wobei jedoch nur der mittlere Bogen als Zugang geöffnet ist; die nicht ganz bis auf das Bodenniveau heruntergezogenen seitlichen Arkaden dienen hingegen als Fensteröffnungen. Insgesamt bleibt jedoch das zugrundeliegende Triumphbogenschema erkennbar.

### Königshallen
Über die Ausgestaltung karolingischer und frühmittelalterlicher Königshallen ist nicht viel bekannt. An der asturischen Königshalle und späteren Kirche Santa María del Naranco (um 850) zeigt sich jedoch die nach außen gerichtete repräsentative Wirkung eines Triumphbogenschemas.

### Paläste
Während in der mittelalterlichen Burgenarchitektur Triumphbogenmotive nicht vorkommen, finden sich derartige Schemata seit der Renaissance in der Portalgestaltung vieler Palast- und Schlossbauten in Oberitalien und andernorts. Beim Palazzo Bevilacqua in Verona tritt im Obergeschoss erstmals eine Reihung dieses Motivs auf; die sogenannten Venezianischen Fenster (z. B. an der Basilica Palladiana in Vicenza) stellen eine Abwandlung des Triumphbogenschemas dar.

### Torbauten
Auch an repräsentativen Torbauten lässt sich oft ein Triumphbogenschema erkennen, wie beispielsweise an der karolingischen Torhalle in Lorsch oder am spätbarocken Koblenzer Tor in Bonn.

## Islamische Welt
Auch im – gleichfalls von der antiken Architektur beeinflussten – maurischen Stil Andalusiens und Marokkos tritt das Triumphbogenschema in Erscheinung – z. B. in der Alhambra (14. Jh.) von Granada, in den Saadier-Gräbern (16. Jh.) von Marrakesch, am Bab Mansour (um 1720/30) in Meknès und andernorts. In Indien taucht es im sogenannten Teen Darwaza von Ahmedabad (um 1415) oder in der Portalzone der dortigen Freitagsmoschee (um 1420) auf.

## Symbolik
Das Triumphbogenschema gilt als würdevoll, repräsentativ sowie respekteinfordernd und trägt wesentlich zu einem hoheitlichen Gesamteindruck von solcherart gestalteten Fassaden oder Raumteilen bei.